# Commanderie de Loison
La commanderie de Loison est une commanderie fondée par les Templiers au cours de la seconde moitié du XIIe siècle, devenue hospitalière au XIVe siècle et qui perdura jusqu'à la Révolution française.

## Description géographique
La commanderie de Loison se situait à Loison-sur-Créquoise, dans le département du Pas-de-Calais, à environ 11 km au nord-ouest d'Hesdin et 42 km au sud-ouest de Saint-Omer.

## Histoire
Le toponyme de Loison est attesté depuis 1112 bien avant la période templière et la dîme était perçue par les moines de l'abbaye d'Auchy.

### L'ordre du Temple
L'arrivée des Templiers sur les bords de la Créquoise est certainement dû à la générosité des châtelains de Saint-Omer. À l'initiative de Guillaume de Saint-Omer, parent de Godefroy qui était l'un des fondateurs de l'ordre du Temple. Il voulut attirer dans le voisinage de son château de Beaurain (maintenant Beaurainville) une colonie de ces moines soldats dont l'institution demeurera l'une des gloires de sa famille.
La commanderie de Loison est déjà mentionnée en 1189 sous la maîtrise de Gérard de Ridefort. À la fin du XIIIe siècle, outre le précepteur qui était sergent, on constate que le frère Paris ou « de Paris  » qui avait été sénéchal de l'Ordre y résidait

#### Commandeurs templiers
| Commandeur          | Période |
| ------------------- | ------- |
| Olivier de la Roche | 1225    |
| Warin               | 1278    |
| Jean de Gevisei     | 1300    |

### L'ordre de Saint-Jean de Jérusalem

#### Commandeurs hospitaliers
| Commandeur            | Période      |
| --------------------- | ------------ |
| Guillaume de Villers  | 1352         |
| Jean le Villain       | 1373         |
| Nicolas de Bocquillon | 1375         |
| Renaud de Giresme     | 1402         |
| Bertrand de Clèves    | 1477         |
| Emery d'Amboise       | 1478 - 1483, |
| ...                   | ...          |

## Possessions
- À la suite du procès de l'ordre du Temple, Les hospitaliers réunirent la commanderie de Combremont avec celle de  Loison[7].